# Mescal
El Mescal, és una beguda alcohòlica destil·lada feta d'atzavara, que és una planta del gènere Agave, concretament l'espècie Agave americana. La paraula “mescal” prové de l'idioma nàhuatl “mexcalmetl,” que designa el nom de la planta. El pulque, que és una beguda prehispànica, també és una beguda alcohòlica feta de la mateixa planta, però el pulque és una beguda alcohòlica simplement fermentada mentre el mescal és un destil·lat. El mescal prové històricament del pulque aplicant la tècnica de la destil·lació que a Amèrica era desconeguda abans de la conquesta castellana. El conegut «cuc» (que no porten pas tots els mescals) és en realitat una larva d'uns lepidòpters (Hypopta agavis i Aegiale hesperiaris) que parasiten la planta maguei.
L'atzavara creix a moltes parts de Mèxic, però la majoria del mescal es fa a l'estat mexicà d'Oaxaca.
Actualment el mescal es produeix amb el sistema tradicional d'aprofitar el brot central de l'atzavara (la «pinya»). Hi ha mescals fets 100% d'atzavara i el mínim legal és que en contingui el 60% i la resta provingui d'altres productes diversos A Mèxic, el mescal es beu generalment d'un sol cop i té un gust de fum. Encara que no sigui tan popular com el tequila (que es fa de forma similar al mescal, però d'una altra planta del gènere Agave), Mèxic exporta mescal al Japó i els Estats Units en quantitats creixents.
Malgrat que tingui un nom similar, el mescal no conté pas l'al·lucinògen mescalina.

## Procés d'elaboració

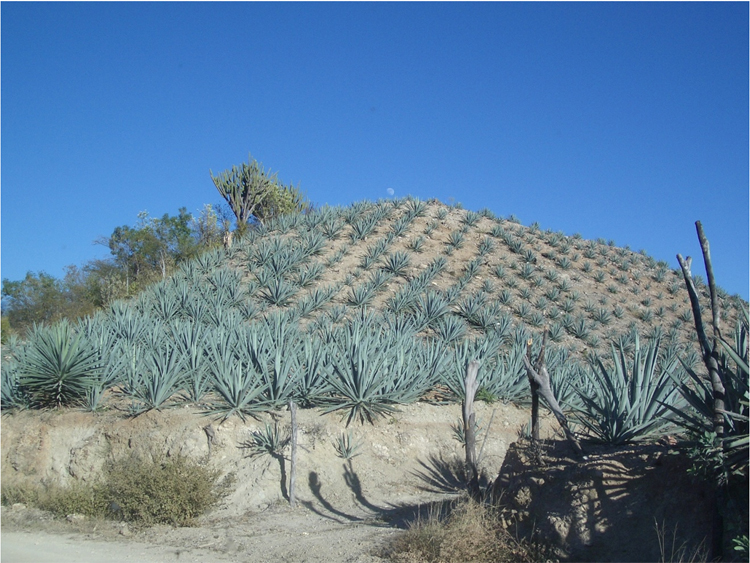
Paisatge amb Agave americana o Magüei.

Hi ha més de 120 subespècies de l'espècie Agave americana i una d'aquestes subespècies és el maguei. Del centre o cor de la planta se n'extreu el suc. La planta triga uns set anys a madurar i poder ser aprofitada.
Es cultiven diverses varietats de maguei i també hi ha algunes varietats silvestres. La planta és pròpia dels semideserts mexicans.
Sovint el mescal es produeix amb tècniques artesanals que no han canviat substancianalment des de fa 200 anys.
El cor de la planta es posa a coure durant tres dies sovint en forns subterranis que donen un gust especial (a fum) al mescal. Després, la planta cuita es mol i es fa fermentar afegint-hi aigua. La destil·lació es fa amb recipients d'argila o de coure i aquesta elecció també afecta el gust final. Durant la destil·lació s'hi poden afegir, o no, diferents productes com diverses fruites (el famós cuc, en canvi, s'afegeix en embotellar el producte). Un cop destil·lat envelleix en botes de fusta, per períodes des d'un mes a quatre anys (amb un màxim de dotze anys). El mescal arriba als 55 graus d'alcohol (55%). Actualment es produeixen anualment uns dos milions de litres de mescal.